# Lijst van vlaggen van Tsjechische deelgebieden
Dit artikel bevat een lijst van vlaggen van Tsjechische deelgebieden. Tsjechië bestaat uit drie historische regio's en veertien bestuurlijke regio's. Zowel de historische als de bestuurlijke regio's hebben eigen vlaggen, die in dit artikel staan opgesomd. De bestuurlijke regio's zijn onderverdeeld in districten, die geen eigen vlaggen hebben. Elk district bestaat uit meerdere gemeenten, waarvan de vlaggen in het artikel Lijst van vlaggen van Tsjechische gemeenten staan.

## Historische regio's

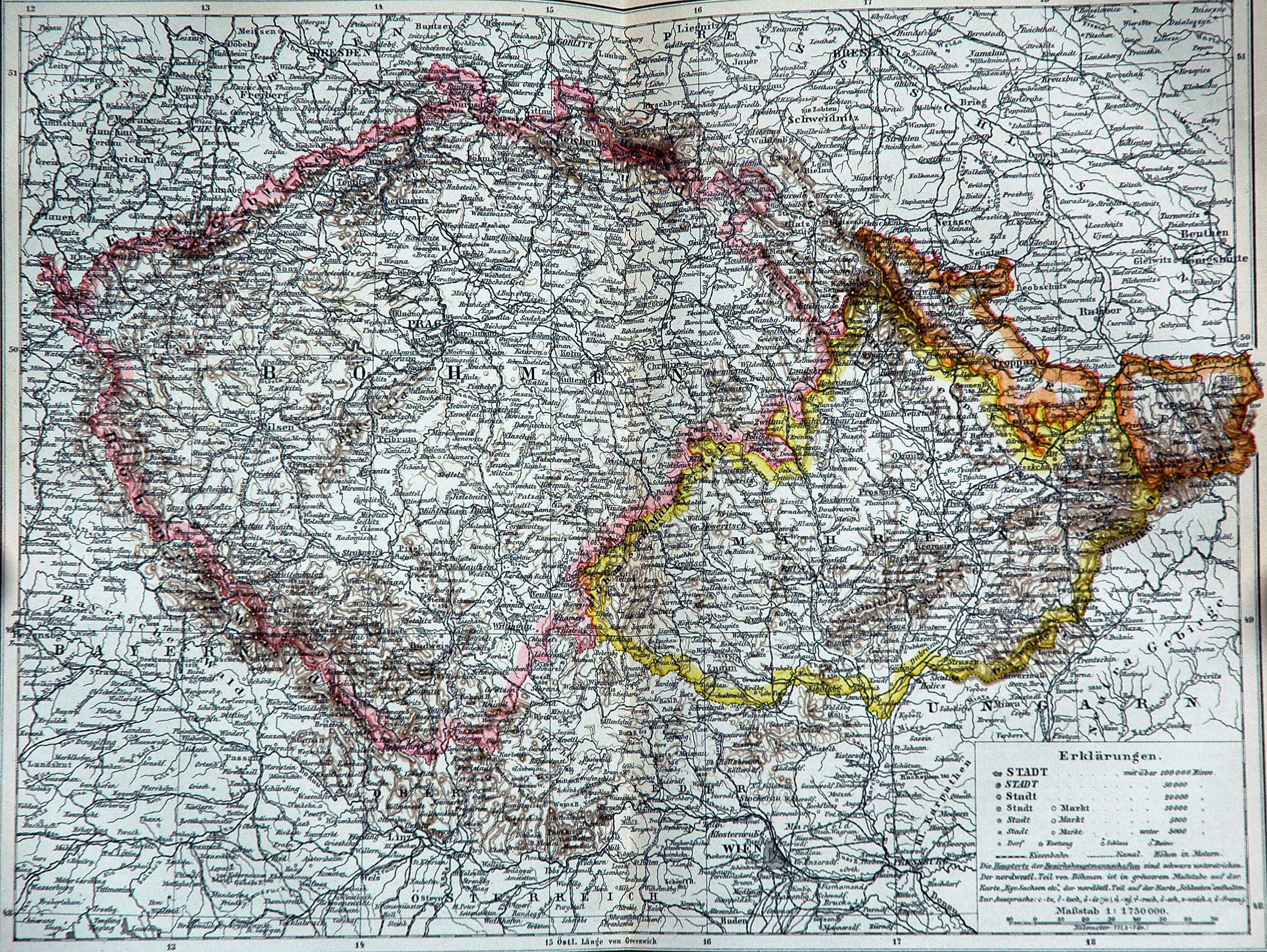
De historische Tsjechische landen

Tsjechië bestaat historisch gezien uit drie regio's: Bohemen, Moravië en een deel van Silezië. Deze drie regio's zijn historisch-cultureel en hebben geen bestuurlijke functie. De historische regio's hebben ook hun eigen vlaggen, hoewel die vlaggen geen enkele officiële status hebben. De gelijkenis tussen de Moravische vlag en die van Praag is toevallig.
| Kaart | Regio              | Vlag | Artikel over de vlag        | Ratio | Ingebruikname |
| ----- | ------------------ | ---- | --------------------------- | ----- | ------------- |
|       | Bohemen            |      | Vlag van Bohemen            | 2:3   |               |
|       | Moravië            |      | Vlag van Moravië            | 2:3   |               |
|       | Tsjechisch-Silezië |      | Vlag van Tsjechisch-Silezië | 2:3   |               |

## Vlaggen van bestuurlijke regio's
Alle Tsjechische bestuurlijke regio's hebben een eigen vlag. Zij zijn allemaal ingedeeld in vier kwartieren, uitgezonderd de vlag van Praag (om historische redenen). In al deze vlaggen wordt het eerste kwartier gevormd door het centrale element uit het wapen van de historische regio (Bohemen, Moravië of Silezië) waarin het grootste deel van de betreffende bestuurlijke regio ligt. Elk van de andere kwartieren toont het wapen van een belangrijke regionale stad of een traditioneel regionaal kenmerk; bij bestuurlijke regio's die in meerdere historische regio's liggen, wordt in een van de andere drie kwartieren ook het wapen van de historische regio getoond dat niet in het eerste kwartier staat.
Hieronder staan de vlaggen van de veertien bestuurlijke regio's.
| Kaart | Regio           | Vlag | Artikel over de vlag     | Ratio | Ingebruikname    |
| ----- | --------------- | ---- | ------------------------ | ----- | ---------------- |
|       | Hradec Králové  |      | Vlag van Hradec Králové  | 2:3   | 8 oktober 2001   |
|       | Karlsbad        |      | Vlag van Karlsbad        | 2:3   | 27 juni 2001     |
|       | Liberec         |      | Vlag van Liberec         | 2:3   | 8 oktober 2001   |
|       | Midden-Bohemen  |      | Vlag van Midden-Bohemen  | 2:3   | 22 november 2001 |
|       | Moravië-Silezië |      | Vlag van Moravië-Silezië | 2:3   | 13 november 2002 |
|       | Olomouc         |      | Vlag van Olomouc         | 2:3   | 27 juni 2001     |
|       | Pardubice       |      | Vlag van Pardubice       | 2:3   | 27 juni 2001     |
|       | Pilsen          |      | Vlag van Pilsen          | 2:3   | 31 januari 2002  |
|       | Praag           |      | Vlag van Praag           | 2:3   | 28 april 1891    |
|       | Ústí nad Labem  |      | Vlag van Ústí nad Labem  | 2:3   | 9 april 2002     |
|       | Vysočina        |      | Vlag van Vysočina        | 2:3   | 14 maart 2002    |
|       | Zlín            |      | Vlag van Zlín            | 2:3   | 22 november 2001 |
|       | Zuid-Bohemen    |      | Vlag van Zuid-Bohemen    | 2:3   | 22 november 2001 |
|       | Zuid-Moravië    |      | Vlag van Zuid-Moravië    | 2:3   | 25 november 2003 |